# Xerolenta depulsa
Xerolenta depulsa is een slakkensoort uit de familie van de Hygromiidae. De wetenschappelijke naam van de soort is voor het eerst geldig gepubliceerd in 1969 door L. Pinter.